# Francesco Cavalli
Francesco Cavalli, egentligen Pier Francesco Caletti-Bruni, född 14 februari 1602 i Crema vid Venedig, död 14 januari 1676 i Venedig, var en italiensk kompositör under barocken. Han upptogs i den venetianska adelsfamiljen Cavalli och antog då deras släktnamn.

## Biografi
Francesco Cavalli var sångare i Markuskyrkan i Venedig, avancerade till andre organist för att slutligen bli kapellmästare där 1668. Claudio Monteverdi var hans läromästare, och Cavalli fick liksom denne betydelse för operans utveckling under dess första period.

## Musik
Två år efter att den första fasta operascenen öppnats i Venedig, skrev Cavalli sin första opera, Le nozze di Teti e di Peleo (1639); sin sista opera, Coriolano, skrev han 1669 för Parma. Under de mellanliggande trettio åren komponerade han 39 operor.
Cavallis stil präglas av dramatik. Bland hans operor brukar Giasone (1649) och La Calisto (1651) framhållas, samt Xerse (1655). Den sistnämnda skrevs till Ludvig XIV:s bröllop i Paris, till vilket Cavalli var personligen inbjuden. I Cavallis operor är recitativet betydligt utvecklat, och de sjungna delarna börjar med honom förtäta sig till självständiga arior med melodisk bredd.

### Operor i urval
- Gli amori d'Apollo e di Dafne (1640)
- L'Egisto (1643)
- L'Ormindo (1644)
- Giasone (1649)
- L'Oristeo (1651)
- La Calisto (1651
- Xerse (1655)
- L'Erismena (1656)
- L'Ercole amante (1662)
- Scipione Affricano (1664)